# Division Bleue (Seconde Guerre mondiale)
Pour les articles homonymes, voir Division Bleue.
La Division Bleue (División Azul en espagnol, Blaue Division en allemand) est le surnom donné à la 250e division d'infanterie de la Wehrmacht, officiellement dénommée División Española de Voluntarios (Spanische Freiwilligendivision en allemand) est un corps de 17 692 volontaires espagnols créé à la fin du mois de juin 1941 par le général Francisco Franco et mis à disposition de la Wehrmacht de l’Allemagne nazie, celle-ci devant les équiper avec des armements et des uniformes allemands, pour combattre sur le front de l’Est. Rappelée en Espagne le 5 octobre 1943, elle fut dissoute le 17 novembre de la même année. 
La division était ainsi appelée en raison de la couleur des chemises de la Phalange espagnole à laquelle appartenaient la plupart des soldats. La 250e division d'infanterie a aussi accueilli des volontaires portugais (estimés à plus d'une centaine), notamment des pilotes et d'anciens Viriatos.

## Création

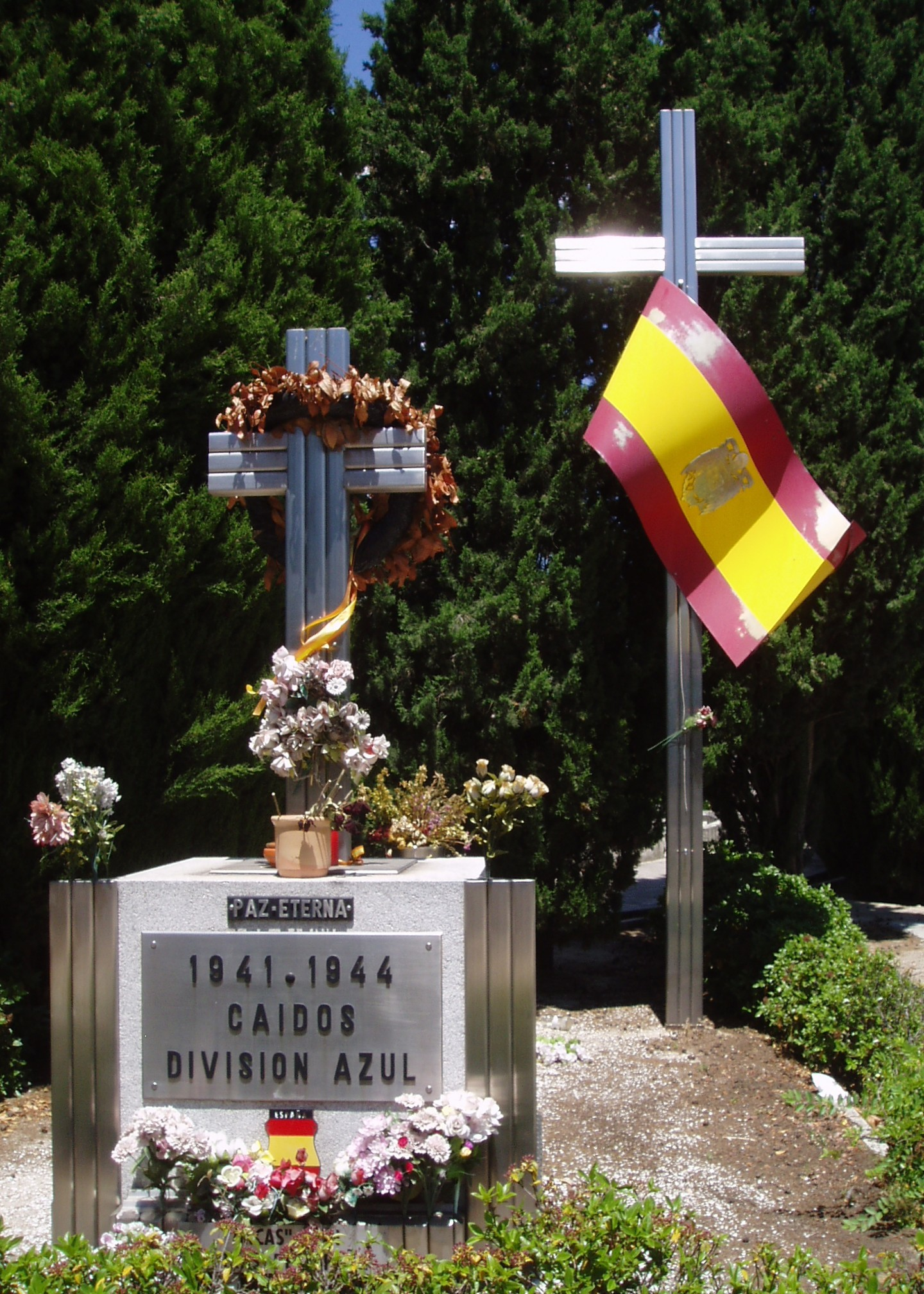
Monument dédié à la División Azul situé dans le cimetière de La Almudena.

La 250e division d'infanterie est créée en Espagne au cours de la dernière semaine de juin 1941 immédiatement après l'attaque allemande contre l'Union soviétique.
Composée de volontaires espagnols, elle est nommée à l'origine División Española de Voluntarios (« division espagnole de volontaires ») ou DEV. Bien que l'Espagne ne soit pas membre de l'Axe et ne participe pas officiellement à la Seconde Guerre mondiale au côté de l'Allemagne nazie, Francisco Franco encourage des volontaires à se joindre à l'armée allemande pour « lutter contre le bolchevisme » en Union soviétique. Ainsi, Franco peut préserver la neutralité espagnole tout en remerciant Adolf Hitler pour son aide pendant la guerre civile, par l’envoi de la légion Condor. Alors que le ministre des Affaires étrangères de l'époque, Ramón Serrano Súñer, marque une préférence pour un corps exclusivement composé de volontaires, Franco autorise l'envoi d'un contingent comprenant 50 % de militaires professionnels, des phalangistes vétérans de la guerre civile et des étudiants de différentes universités. Le général Agustín Muñoz Grandes prend le commandement de ces volontaires ; il est remplacé par Emilio Esteban Infantes au bout de la première année.
Hitler autorise le recours aux recrues espagnoles le 24 juin 1941. Le 13 juillet, le premier train de volontaires quitte Madrid pour l'Allemagne. La Division Bleue traverse la France occupée en train, passant par Irun, Bordeaux et Paris, puis aborde le « Grand Reich » par Metz, Sarrebruck, Karlsruhe et Nuremberg pour atteindre le camp militaire de Grafenwöhr en Bavière, du 17 au 23 juillet 1941. Partis d'Espagne avec les uniformes de leurs unités d'origine, les volontaires reçoivent à leur arrivée leurs uniformes de la Wehrmacht ; cependant, après le refus de phalangistes d'abandonner la chemise bleue, la division se fait désormais connaître sous le surnom de « Division Bleue ».

## L'entraînement militaire et le serment
Après cinq semaines de formation au camp de Grafenwöhr (Bavière), le groupe de volontaires devient la 250e division d'infanterie de l'armée allemande, initialement composée de trois régiments d'infanterie (numérotés 262, 263 et 269) et un d'artillerie (numéro 250), renforcés d'éléments organiques antichars, de reconnaissance, de communications, de génie, etc.
Le 31 juillet 1941, le général Muñoz Grandes prête serment devant le général Conrad von Cochenhausen de la XIIIe région militaire. Un officier allemand lit la formule alors que le colonel Jose Maria Troncoso la répète en espagnol :
« ¿Juráis ante Dios y por vuestro honor de españoles absoluta obediencia al jefe supremo del ejército alemán, Adolf Hitler, en su lucha contra el bolchevismo y que combatiréis como valientes soldados dispuestos a dar vuestra vida en cada momento por cumplir este juramento? »

« Jurez-vous devant Dieu et pour votre honneur d'Espagnols, obéissance absolue au chef suprême de l'armée allemande, Adolf Hitler, dans sa lutte contre le bolchevisme et que vous lutterez en braves soldats prêts à donner votre vie à chaque instant pour remplir ce serment ? »

Le serment fut modifié pour les prêtres militaires espagnols, car il y avait une condamnation pontificale du nazisme.
Devise : « Pas de relève possible, jusqu'à l'extinction »
Du 20 au 26 août 1941, la 250e Infanterie-Division embarque à Weiden in der Oberpfalz, près de Grafenwöhr, sur 128 trains pour Grodno, alors située dans le District de Bialystok, passant par Bayreuth, Münchberg, Zwickau, Chemnitz, Waldheim, la région de Berlin, Stettin et la région de Suwalki et Reuss, continuant à pied le 29 août en direction de Smolensk, traversant Vilna, Grodno, Molodeschno, Minsk et Orcha toutes totalement ou partiellement incendiées et ruinées lors de l'avance allemande, puis franchissant le Dniepr au Gusino près de Mogilev le 25 septembre 1941. Après un mois de marche à pied exténuante, la division s'installe à 60 km environ de Smolensk.

## Pendant la Seconde Guerre mondiale
Le 27 septembre 1941, la División Azul, affectée au groupe d'armées Nord, est dirigée, à pied, vers Vitebsk, d'où elle est immédiatement transférée, par train, sur le front du Volkhov, dans la région de Novgorod le long des rives du lac Ilmen et de la rivière Volkhov, afin d'occuper les emplacements de la 126e division d’infanterie ainsi qu'une partie de la 18e division d’infanterie motorisée pour compléter l’encerclement de Léningrad.

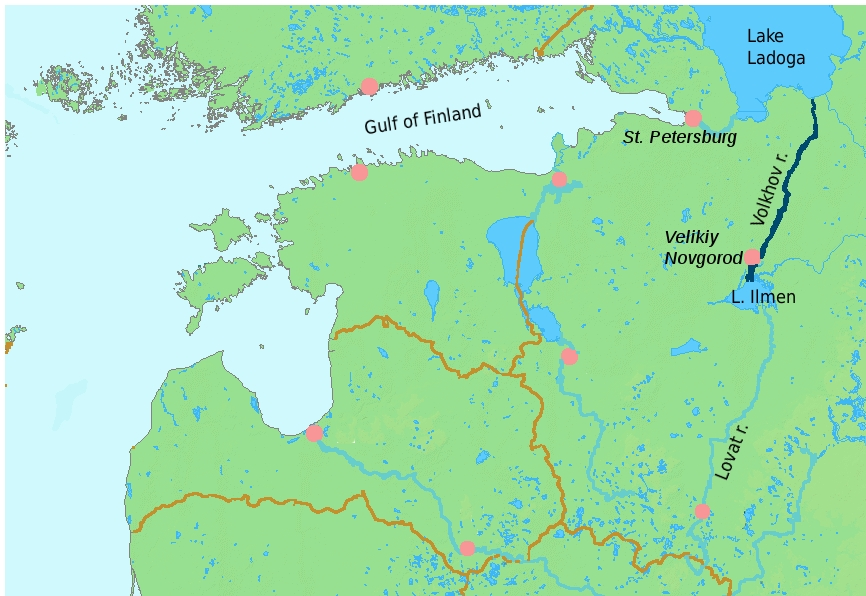
La rivière Volkhov.

Au 10 octobre 1941, la División Azul occupe un front de 80 km, partant de la pointe nord du lac Ilmen jusqu'au sud de Bor.
Le premier combat de la division, à Nova Kapela en Yougoslavie occupée, engage la deuxième compagnie du 269e régiment, celle-la même qui brisera en URSS la tentative d’un bataillon soviétique de franchir la Volkhov, faisant parmi les Soviétiques 50 morts et 80 prisonniers. Le premier hiver est marqué par les effets du froid, mais les Espagnols ne déplorent pas de pertes plus importantes en proportion que leurs alliés allemands.
Au cours du mois d'octobre 1941, des unités des 18e et 126e RI ainsi que deux régiments de la 250e, franchissent la Volkhov et établissent une tête de pont sur la rive est. Les villages de Tigoda, Doubrovka et Muravji sur cette rive de la rivière proche de Leningrad sont occupés et les troupes allemandes continuent de repousser les Soviétiques grâce à une défense opiniâtre.
En novembre, avec le gel complet de la Volkhov, les forces allemandes et espagnoles subissent des bombardements massifs d'artillerie et des contre-attaques continuelles. Le 12 novembre, l'Armée rouge lance vague après vague des attaques sur les lignes de la 250e pour reprendre le contrôle de Possad. Pendant près d'un mois, les Espagnols subissent assauts et bombardements quotidiens, si bien que le 7 décembre, après avoir perdu en novembre 120 morts, 440 blessés et 20 disparus, le commandement allemand décide d'abandonner la tête de pont et fait repasser les unités de la División Azul sur la rive ouest de la Volkhov.

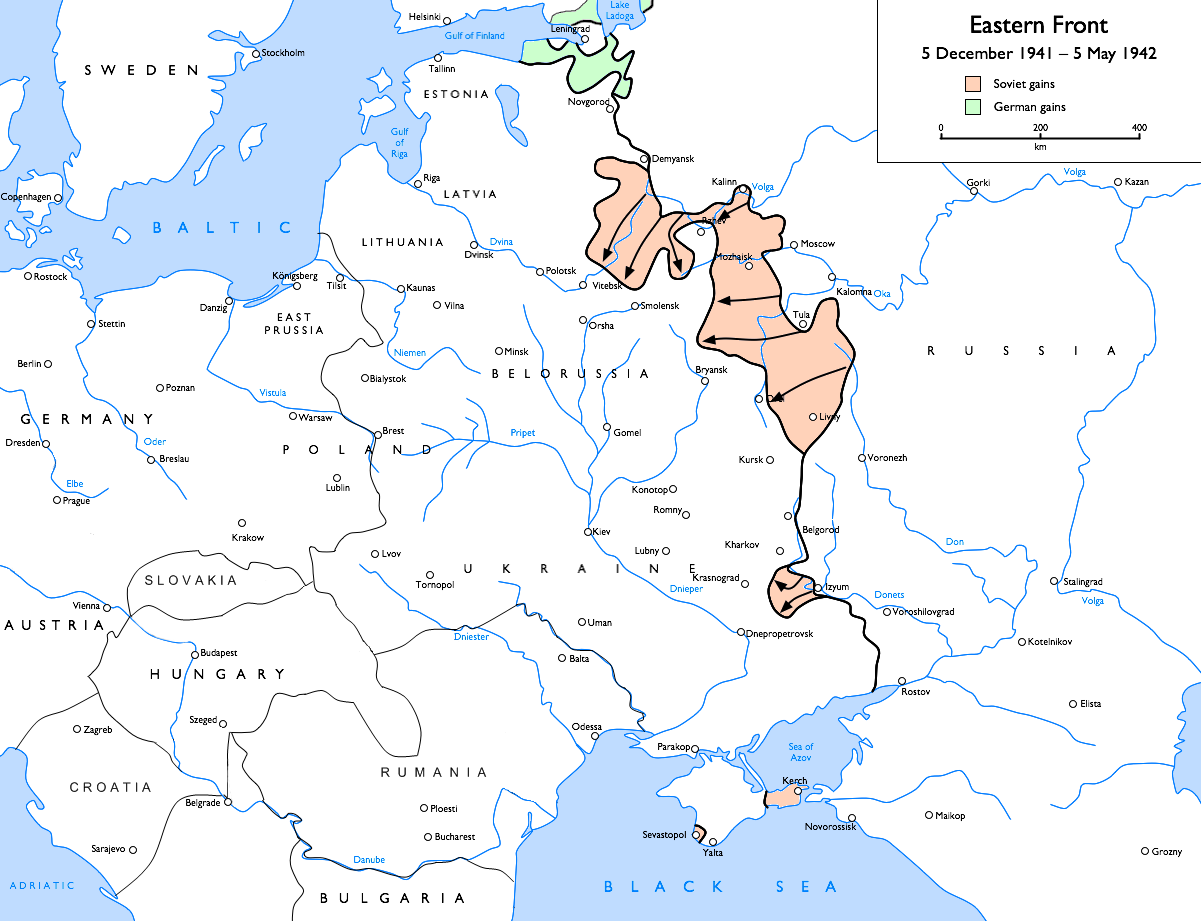
Offensive d'hiver soviétique 1941-1942 :
Gains soviétiques
Gains allemands

La veille de Noël 1941, les positions tenues par une compagnie de grenadiers espagnols à Lubkovo subissent une violente attaque d'infanterie soviétique. Peu de temps après, une contre-attaque est portée par deux compagnies de la 269e RI qui quittent la zone de combat, totalement gelées. Au cours de l'offensive de l'hiver 1941-1942, afin de desserrer l'emprise allemande sur Léningrad, les Soviétiques partent le 7 janvier 1942 à l’attaque des 2e et 10e ArmeeKorps de la 16e armée allemande. La 2e armée soviétique perce un front d'une trentaine de kilomètres à l'avant des troupes allemandes au nord de Novgorod, malgré la résistance de la 126e DI.
À la suite de l'offensive soviétique sur la Volkhov, au nord, la División Azul est dans une situation défensive précaire, les Soviétiques se trouvant à l'ouest, ainsi que sur ses flancs nord et sud. Le commandement allemand ponctionne toutefois sur la 250e DI et envoie, le 10 janvier 1942 à travers les glaces du lac Ilmen, les 204 hommes de sa Ski-Kompanie pour dégager 543 hommes encerclés dans la ville de Vzvad, le long de la rive sud du lac. Dans cette opération, l'unité est pratiquement anéantie. Seuls 12 hommes survivent aux 15 jours de traversée du lac gelé, et arrivent à Vzvad le 25 janvier.
En même temps, les Soviétiques ont également lancé une vaste offensive vers le sud, au sud du lac Ilmen. La 11e armée avec les 3e et 4e armées de choc soviétiques réussissent à encercler le IIe ArmeeKorps allemand tout entier, centré sur la ville de Demiansk, créant ainsi la célèbre poche de Demiansk composée de sept divisions d'infanterie, soit environ 90 000 hommes.
Le 19 mars 1942, le saillant soviétique est coupé par les forces allemandes, créant ainsi la poche de Volkhov. La División Azul participe entre mars et juin à l’attaque victorieuse pour réduire ce saillant, qui va finalement être totalement écrasé le 25 juin 1942 par les troupes allemandes de la 18e armée attaquant par l'ouest, le nord et le sud, capturant 30 000 soldats soviétiques de la 2e Armée de choc, dont le général Vlassov.

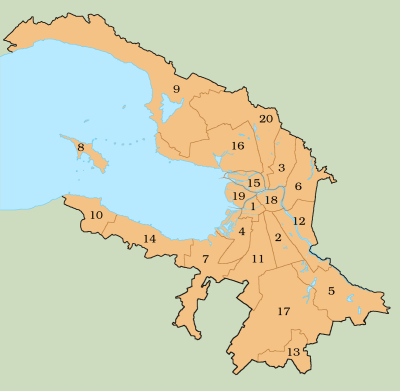
Carte des raïons (arrondissements) de Leningrad
1-Amirauté
2-Frounze
3-Kalinine
4-Kirov
5-Kolpino
6-Krasnaïa Gvardia (« Garde rouge »)
7-Krasnoïe Sélo
8-Kronstadt
9-Kourortny
10-Lomonossov
11-Moskovski doroga
12-Neva
13-Pavlovsk
14-Petrodvorets
15-Pétrograd
16-Primorski
17-Pouchkine
18-Centre
19-Île Vassili
20-Vyborgski doroga

Une fois la poche de Volkhov, dans le nord, réduite, et la poche de Demiansk, dans le sud, stabilisée, la 20e Infanterie-Division occupe les positions de la 250e Infanterie Division qui est transférée le 23 août 1942 à Vyritsa dans la zone du siège de Léningrad, sur le flanc sud-est, juste au sud de la Neva, près de Pouchkine, Kolpino et Krasny Bor dans la région de la rivière Izhora, où elle est reconstituée avant de prendre les positions de la 121e Infanterie-Division dans la zone de Pouchkine-Slutz le long de l'anneau extérieur de Léningrad. La Division occupe alors un front d'environ 45 kilomètres, de Pouchkine sur son flanc gauche à Krasny Bor sur sa droite. Alors que la norme pour une Division est d’une dizaine de kilomètres de front, on constate à cette répartition le manque d’effectifs dans une guerre de position.
Le 14 décembre 1942, la Division reçoit une relève de 18 000 hommes et le général Emilio Esteban Infantes remplace le général Agustín Muñoz Grandes. Après presque trois mois d'escarmouches le long du front, conduisant à près de 20 morts par jour pour la Division, les Soviétiques attaquent le 12 janvier 1943 sur deux fronts les lignes allemandes pour essayer de rompre l'encerclement autour de leur ville assiégée. En janvier 1943, une part de la Division (4 500 Espagnols plus 1 400 Allemands, au total 5 900 hommes) est envoyée à Krasny Bor. La Division y livre son combat le plus difficile. Les combats sont cette fois-ci centrés sur la région de Mga. Le 2e bataillon du 269e RI de la Division est détaché et prend part aux combats. Pendant neuf jours, les forces soviétiques et allemandes combattent dans une bataille extrêmement furieuse et sanglante. Le 28 janvier 1943, il ne reste au 2e bataillon que 28 hommes encore valides sur près de 800.

### La bataille de Krasny Bor
La bataille de Krasny Bor (Битва за Красный Бор en russe) est une bataille majeure de l'opération Krasnoborsk Smerdynskaya qui s'est déroulée du 10 au 13 février 1943, dans le cadre de l'opération Polyarnaya Zvezda (étoile polaire). Après l'effondrement du front sud allemand à la suite de la bataille de Stalingrad, d'autres troupes allemandes ont été déployées vers le sud. C'est à ce moment que le général Emilio Esteban Infantes avait pris le commandement. La Division Bleue a dû faire face à une tentative soviétique majeure pour briser le siège de Leningrad en février 1943, lorsque la 55e armée des forces soviétiques, revigorée après la victoire de Stalingrad, a attaqué les positions espagnoles lors de la bataille de Krasny Bor, près de la route principale Moscou-Leningrad. Les 10 et 11 février 1943, les Soviétiques commencent un barrage d'artillerie durant trois heures avec presque 1 000 pièces, puis lancent une attaque de 44 000 fantassins appuyés par deux régiments de chars (presque 100 chars) et deux bataillons de mortiers et Katioucha contre 5 600 soldats des troupes espagnoles. Pendant 24 heures la bataille fait rage ; la Division tient et perd 3 645 hommes (75 % de son effectif), contre près de 11 000 Soviétiques tués. Malgré de très lourdes pertes, les Espagnols ont pu tenir bon face à une force soviétique sept fois plus importante et soutenue par des chars. L'assaut est contenu et le siège de Leningrad est maintenu pendant une année supplémentaire. La Division resta sur le front de Leningrad où elle continua à subir de lourdes pertes dues au temps et à l'action ennemie.Cette bataille massive est connue sous le nom de la bataille de Krasny Bor ; elle s'est avérée être une victoire pour la División Azul.
Vers le milieu de février, les combats cessent et les lignes sont une fois de plus stabilisées.
Le 19 mars 1943, les Soviétiques lancent une nouvelle attaque sur les lignes de la División Azul, qui est repoussée.
En avril, épuisée, la División Azul est soulagée par l'arrivée de la 254e Infanterie-Division qui voit ses positions dans et autour de Krasny Bor réduites à 30 km.
Durant les sept mois suivants, la division combat sporadiquement, mais aucune offensive de grande envergure ou d'action défensive n'a lieu.
Les 5 et 6 octobre 1943, elle reçoit l'ordre de se replier. Du 6 au 12 octobre 1943, elle est relevée par les 81e Infanterie-Division et 123e Infanterie-Division et ensuite transférée à la région de Volossovo, où il est ordonné aux soldats de retourner en Espagne, laissant la place à la légion Azul, une unité composée d'environ 1 500 soldats espagnols qui choisissent de ne pas retourner en Espagne pour continuer la lutte contre les Soviétiques. Ils forment un régiment intégré à la 121e division d’infanterie allemande. Les Espagnols, aux ordres du colonel Antonio García Navarro, sont envoyés se battre avec le groupe d’armées Nord allemand.
Les premiers soldats sont de retour en Espagne le 29 octobre 1943.
La 250e division d'infanterie dite División Azul est dissoute le 17 novembre 1943.

## Bilan
Près de 50 000 hommes servirent dans les rangs de la division. Les pertes furent de 3 934 morts, 8 466 blessés, 326 disparus et 350 prisonniers (qui sont rapatriés durant l’année 1954).
Au cours de 18 engagements auxquels elle prend part, la División Azul recueille :
- 2 359 croix de fer de seconde classe ;
- 138 croix de fer de première classe ;
- 2 croix de chevalier de la Croix de fer avec feuilles de chêne, glaives et brillants ;
- 2 croix de chevalier de la Croix de fer avec feuilles de chêne.

### Escadrilles Azul et volontaires de la marine
Parallèlement, des volontaires-pilotes forment l’escadrille Azul (Escuadrilla Azul). Il s’agit en fait de cinq escadrilles qui se succèdent sur le front de l’Est sous le vocable du 15 Spanische Staffel. L’escadrille Azul est intégrée au JG 27 en tant que 15(span)/JG 27 du général Wolfram von Richthofen, qui avait commandé la légion Condor pendant la guerre civile espagnole. Faute d’appareils convenables, ces escadrilles hispaniques reçoivent des avions de chasse Messerschmitt Bf 109F et Focke-Wulf FW 190A, soit une vingtaine d’appareils pour autant de pilotes et 130 personnes au sol dont l’uniforme s’inspire de la Kriegsmarine et non de la Luftwaffe.
La 1re escadrille, commandée par le général Ángel Salas Larrazábal (es), quitte l'Espagne le 24 juillet 1941 pour Berlin. Elle gagne son premier poste opérationnel le 24 septembre sur l'aérodrome de Moschina, près de Smolensk. Elle combat ensuite devant Moscou depuis la base de Byélov et dans différents secteurs où l'Armée rouge déploie son offensive d'hiver. Elle a perdu quatre pilotes pour quatorze appareils ennemis abattus.
L'année suivante, la première escadrille est successivement remplacée par les deuxième, puis troisième, commandées par les commandants Julio Salvador Díaz Benjumea et Carlos Ferrándiz Arjonilla.
Au cours de l'année 1943, la quatrième escadrille aux ordres du commandant Mariano Cuadra Medina s'est particulièrement illustrée sur des FW 190A en détruisant 74 avions ennemis pour la perte de sept pilotes.
L'escadrille Azul a abattu près de 156 avions soviétiques, soit moins que les pertes matérielles subies. Outre l'aide matérielle apportée, la rotation des escadrilles Azul permet à l'Espagne de former au mieux les pilotes de combat et d'assimiler des techniques allemandes.
C'est dans le même esprit que la marine espagnole envoie des volontaires auprès de la Kriegsmarine et opère en Baltique à différents postes de novembre 1942 à janvier 1943. Des tractations ont lieu pour construire six sous-marins de Type VII dans le port de Carthagène entre 1944 et 1945, mais la défaite allemande rend ce projet caduc.

## Rapatriement de la División Azul et volontaires espagnols de la Legión Azul
Les défaites allemandes tant en Afrique du Nord que sur le front russe amènent le gouvernement espagnol à reconsidérer la situation. Il n'est plus question pour Franco de promettre « un million de soldats espagnols » si les Soviétiques marchent sur la capitale du Reich. D'autre part, les Anglo-Saxons exercent des pressions croissantes sur une Espagne qui dépend de ses importations de matières premières. Graduellement, Franco démet les phalangistes des postes gouvernementaux pour montrer son éloignement idéologique des puissances fascistes. Le retrait du général Muñoz Grandes, remplacé par son adjoint Esteban-Infantes, s'explique par ce contexte. Juillet 1943 voit la destitution de Mussolini en Italie après le débarquement anglo-américain.
La Legión Azul fait face à une nouvelle offensive soviétique pendant l'hiver 1943-1944. Le 19 janvier 1944, la Legión Azul est utilisée en force retardatrice de la retraite allemande devant Leningrad, mission périlleuse et coûteuse.
Franco leur donne l'ordre de rapatriement le 14 février. Les restes de la légion sont reformés près de Narva et renvoyés par train vers l'Espagne le 6 mars. Les premiers volontaires arrivent à Irun le 31 mars 1944.
Certains volontaires espagnols, estimés à 1 200, combattent jusqu'au bout dans les rangs de la Waffen-SS ou de la Wehrmacht. Ces volontaires servent sur tous les fronts :
- dans la Wehrmacht en Yougoslavie avec la 121e division d'infanterie ;
- sur le front de l'Est dans la 3e division de montagne et la 357e division d'infanterie ;
- en France dans les Pyrénées avec la SS à des fins de lutte antipartisanne.

Finalement, le 1er novembre 1944, une centaine de ces volontaires espagnols sont officiellement rassemblés dans une compagnie intégrée à la légion Wallonie commandée par Léon Degrelle, chef du rexisme. Degrelle y voit un symbole, car son drapeau est formé par les « bâtons noueux » en croix de saint André de la Bourgogne de Charles le Téméraire, repris par Charles Quint pour ses régiments espagnols. L'initiative d'intégrer les Espagnols à la Division Wallonie vient d'ailleurs de Degrelle, qui est chargé des tractations avec Antoine Alphonse Van Horembeke, Belge qui a reçu la nationalité espagnole pendant la guerre civile. La Direction centrale de la Waffen SS permet à Horembeke et à l'Obersturmführer (lieutenant) Luis García Valdajos de sillonner les fronts pour recruter les volontaires espagnols.
Fin janvier 1945, la légion Wallonie est envoyée en Poméranie pour s'opposer à l'inexorable avance soviétique sur Berlin. Au cours du mois suivant, elle participe avec d'autres unités de la SS européenne, telles la Nordland, la Langemark, et la Nederland, à la bataille d'Arnswalde dans le secteur de Stargard. Au cours de ce combat dans la neige, les SS espagnols font preuve de combativité aussi bien dans la lutte antichar au panzerfaust que dans le corps à corps. Pendant cette bataille, de nouveaux Espagnols rejoignent la légion Wallonie, aidant à former un contingent de 260 hommes qui permet de créer une quatrième section placée dans la compagnie wallonne de Robert Steiver. Néanmoins, le 4 mars, la légion Wallonie (en fait, un millier d'hommes) est la dernière unité à décrocher de Stargard.
Ces combats déciment la compagnie espagnole, dont certains membres sont envoyés à Berlin avec le IIIe corps SS au sein de la 11e division SS Nordland. L'Einsatzgruppe Ezquerra est anéanti dans la bataille finale pour Berlin. Une trentaine d'autres volontaires espagnols sont intégrés à la 29e division SS Italia formée d'Italiens.
Sur les 37 000 hommes ayant servi dans la Légion Azul, 4 954 sont morts et 8 700 sont blessés. 321 sont prisonniers ; ils reviennent en Espagne le 2 avril 1954 à bord du Semíramis qui, parti d'Odessa, rejoint Barcelone.
Franco a mis l’accent sur le fait que cette Division était composée de volontaires, et non de membres de l’armée espagnole. Ainsi l’Espagne n’était pas en guerre contre l’Union soviétique. Pour définir l’attitude de l’Espagne pendant l’intervention de la Division Bleue, Franco parlait de « non-belligérance », position intermédiaire entre la neutralité et la participation à la guerre.

## Organisation

### Commandants
| Date                               | Grade           | Commandant              |
| ---------------------------------- | --------------- | ----------------------- |
| 20 juillet 1941 - 13 décembre 1942 | Generalmajor    | Agustín Muñoz Grandes   |
| 13 décembre 1942 - 20 octobre 1943 | Generalleutnant | Emilio Esteban Infantes |

### Officiers d'opérations (Generalstabsoffiziere (Ia))
| Date                          | Grade               | Commandant                  |
| ----------------------------- | ------------------- | --------------------------- |
| Juillet 1941 - août 1941      | Oberst i.G.         | José María Troncoso Sagredo |
| Août 1941 - mai 1942          | Oberstleutnant i.G. | Luis Zanón Aldalur          |
| Mai 1942 - janvier 1943       | Oberst i.G.         | Roberto Gómez de Salazar    |
| Janvier 1943 - 10 avril 1943  | Major i.G.          | Manuel García Andino        |
| 10 avril 1943 - 14 juin 1943  | Oberstleutnant i.G. | José Díaz de Villegas       |
| 14 juin 1943 - novembre 1943  | Oberst i.G.         | Antonio García Navarro      |
| Novembre 1943 - décembre 1943 | Oberstleutnant i.G. | José Díaz de Villegas       |

## Combats et batailles
- Bataille du Volkhov
- Première bataille de Smiesko
- Première bataille de Sitno
- Bataille de Muravji
- Bataille de Nikitkino
- Bataille de Possad
- Action sur le lac Ilmen
- Seconde bataille de Sitno
- Bataille de Schevelevo
- Troisième Bataille du Volkhov
- Bataille de Maloye Samoshie
- Bataille de Poselok
- Bataille de Krasny Bor
- Bataille de Putrolovo
- Bataille de Pushkin

## Ordres de marches et dénominations successives
| Unité                                                              | Date          | Type d'unité (arme)   | Bat./Rgt. | Division                         | Corp     | Heeresgruppe      | Wehrkreis      | Garnison                | Ordre de marche                      | Effectif théorique |
| ------------------------------------------------------------------ | ------------- | --------------------- | --------- | -------------------------------- | -------- | ----------------- | -------------- | ----------------------- | ------------------------------------ | ------------------ |
| 250. Infanterie-Division (span.)(División Española de Volontarios) | 20/07/1941    | Infanterie            |           |                                  | 9. Armee | Heeresgruppe Nord | Wehrkreis XIII | Grafenwörth (Allemagne) | 262.IR, 263.IR, 269.IR, 250.AR       |                    |
| 262 Infanterie-Regiment (span.) (Regimento Pimentel)               | 20/07/1941    | Infanterie            |           | 250. Infanterie-Division (span.) | 9. Armee | Herresgruppe Nord | Wehrkreis XIII | Grafenwörth (Allemagne) | I. 1-4, II. 5-8, III. 9-12, 13, 14   |                    |
| 263 Infanterie-Regiment (span.)(Regimento Vierna)                  | 20/07/1941    | Infanterie            |           | 250. Infanterie-Division (span.) | 9. Armee | Heeresgruppe Nord | Wehrkreis XIII | Grafenwörth (Allemagne) | I. 1-4, II. 5-8, III. 9-12, 13, 14   |                    |
| 269 Infanterie-Regiment (span.) (Regimento Martinez)               | 20/07/1941    | Infanterie            |           | 250. Infanterie-Division (span.) | 9. Armee | Heeresgruppe Nord | Wehrkreis XIII | Grafenwörth (Allemagne) | I. 1-4, II. 5-8, III. 9-12, 13, 14   |                    |
| 250 Artillerie-Regiment (span.) (Regimento Badillo)                | 20/07/1941    | Artillerie            |           | 250. Infanterie-Division (span.) | 9. Armee | Heeresgruppe Nord | Wehrkreis XIII | Grafenwörth (Allemagne) | I. 1-3, II. 4-6, III. 7-9, IV. 10-12 |                    |
| 250 Panzerjäger-Abteilungs (span.) (Batallon Cesar Redriguez)      | 20/07/1941    | Chasseur de chars     |           | 250. Infanterie-Division (span.) | 9. Armee | Heeresgruppe Nord | Wehrkreis XIII | Grafenwörth (Allemagne) | I. 1-3                               |                    |
| 250 Aufklärungs-Abteilungs (span.)                                 | 20/07/1941    | Reconnaissance        |           | 250. Infanterie-Division (span.) | 9. Armee | Heeresgruppe Nord | Wehrkreis XIII | Grafenwörth (Allemagne) | I. 1-2 (Radfhrr)                     |                    |
| 250 Pionier-Batalion (span.)                                       | 20/07/1941    | Génie                 |           | 250. Infanterie-Division (span.) | 9. Armee | Heeresgruppe Nord | Wehrkreis XIII | Grafenwörth (Allemagne) | I.1-3                                |                    |
| 250 Feldersatz-Batalion der 250 ID (span.)                         | Hiver 1941-42 | Réserve & Instruction |           | 250. Infanterie-Division (span.) | 9. Armee | Heeresgruppe Nord | Wehrkreis XIII | Grafenwörth (Allemagne) | I.1-3                                |                    |
| 250 Inf.Div.Nachrichten-Abteilung (span.)                          | 20/07/1941    | Transmission          |           | 250. Infanterie-Division (span.) | 9. Armee | Heeresgruppe Nord | Wehrkreis XIII | Grafenwörth (Allemagne) |                                      |                    |
| 250 Inf.Div.Nachschubführer (span.)                                | 20/07/1941    | Logistique            |           | 250. Infanterie-Division (span.) | 9. Armee | Heeresgruppe Nord | Wehrkreis XIII | Grafenwörth (Allemagne) |                                      |                    |
| → Kdr. der Inf.Div.Nachschubtruppen 250 (span.)                    | 15/10/1942    | Logistique            |           | 250. Infanterie-Division (span.) | 9. Armee | Heeresgruppe Nord | Wehrkreis XIII | Grafenwörth (Allemagne) |                                      |                    |
| Spanischen Légion                                                  | 26/10/1943    |                       |           |                                  |          |                   |                | Narwa (Estonie)         |                                      |                    |
| Freiwilligen Ausb. Battalion (Spanischen)                          | Mars 1944     |                       |           |                                  |          |                   |                | Stockerau (Autriche)    |                                      |                    |
| 101 Freiwilligen Kompanie (Spanisches)                             | 30/01/1945    |                       |           |                                  |          |                   |                | Hollabrunn (Autriche)   |                                      |                    |
| 102 Freiwilligen Kompanie (Spanisches)                             | 30/01/1945    |                       |           |                                  |          |                   |                | Stockereau (Autriche)   |                                      |                    |

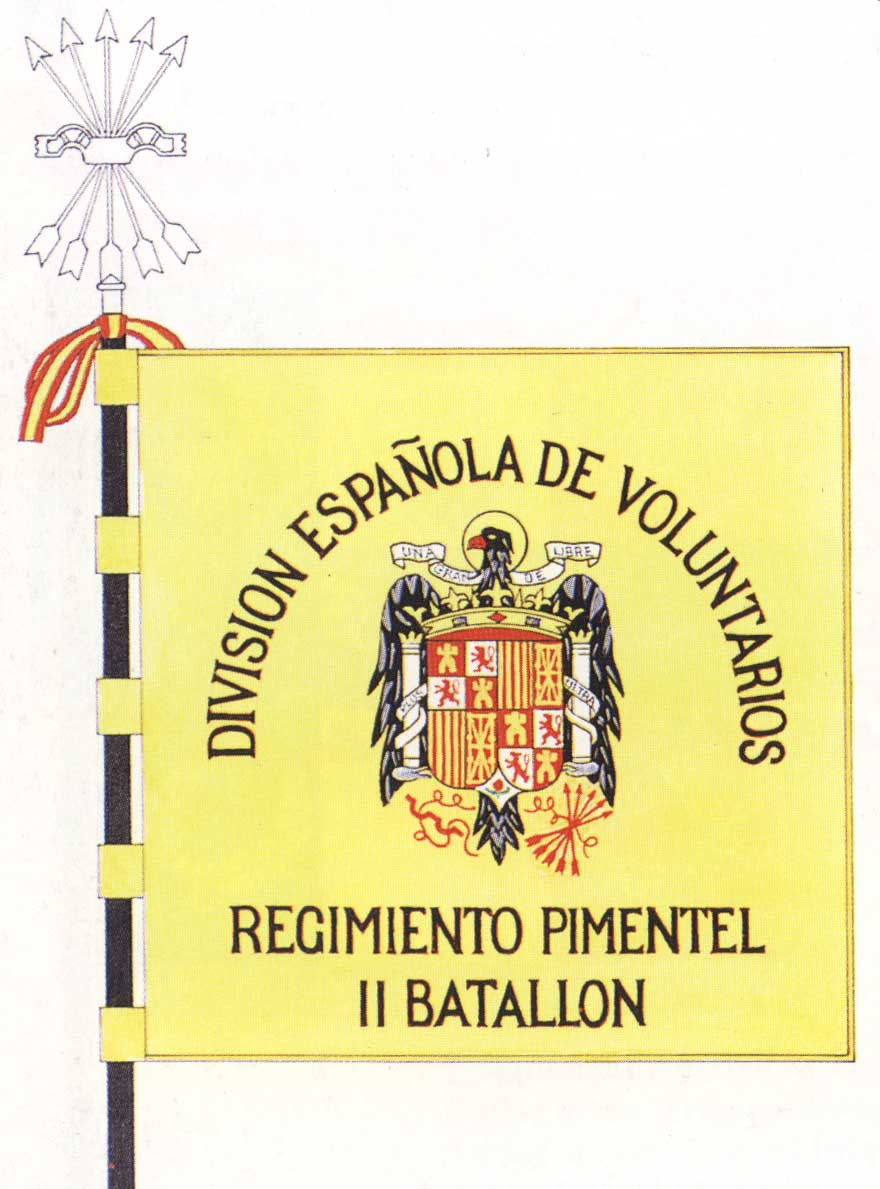
Enseigne du 2e bataillon du regiment du colonel Pimentel.

La Spanischen Légion fut créée avec des volontaires espagnols et portugais de la 250 Infanterie Division pour appuyer à l’arrière les effectifs du groupe d'armées Nord ; la légion fut dissoute par l’État espagnol le 20 octobre 1943.

## Personnalités ayant servi au sein de la Division
- Alfonso Armada y Comyn
- Antonio Ibáñez Freire
- Jaime Milans del Bosch
- Luis Ciges
- Luis García Berlanga